# Gare de Siorac-en-Périgord
Gare de Siorac-en-Périgord vasútállomás Franciaországban, Siorac-en-Périgord településen.

## Vasútvonalak
Az állomást az alábbi vasútvonalak érintik:
- Niversac-Agen-vasútvonal
- Siorac-en-Périgord-Cazoulès-vasútvonal

## Kapcsolódó állomások
A vasútállomáshoz az alábbi állomások vannak a legközelebb:
- Gare du Buisson
- Gare de Belvès
- Gare de Saint-Cyprien

## Forgalom
Az állomást jelenleg az alábbi járatok érintik:
- személyvonat (TER Aquitaine): Bordeaux - Libourne - Bergerac - Sarlat-la-Canéda
- személyvonat (TER Aquitaine): Périgueux - Le Buisson - Monsempron-Libos - Agen

| Előző állomás                             |  | SNCF             |  | Következő állomás                         |
| ----------------------------------------- |  | ---------------- |  | ----------------------------------------- |
| Le Buissontovább Bordeaux-Saint-Jean felé |  | TER Aquitaine 26 |  | Saint-Cyprientovább Sarlat-la-Canéda felé |
| Le Buissontovább Périgueux felé           |  | TER Aquitaine 48 |  | Belvèstovább Agen felé                    |